# Погонич уругвайський
Погонич уругвайський (Laterallus spiloptera) — вид журавлеподібних птахів родини пастушкових (Rallidae). Мешкає в Південній Америці. Раніше цей вид відносили до роду Погонич (Porzana), однак за результатами філогенетичного аналізу мітохондріальної ДНК вид був переведений до роду Неотропічний погонич (Laterallus). Подальні дослідження показали, що уругвайський погонич є сестринським видом по відношенню до тристанського пастушка, найменшого нелітаючого птаха у світі.

## Опис
Довжина птаха становить 14-15 см. Тім'я чорнувате, верхня частина тіла темно-оливково-коричнева, поцяткована чорними смужками, на покривних перах крил тонкі білі смуги, на махових і стернових перах білі плями. Голова з боків і нижня частина тіла темно-сірі, нижня частина стегон і гузка чорні, поцятковані білими смужками. Райдужки червоні, дзьоб темно-зеленуватий, лапи зеленувато-сірі. Виду не притаманний статевий диморфізм.

## Поширення і екологія
Уругвайські погоничі мешкають в Аргентині, Уругваї і на південному заході Бразилії (Ріу-Гранді-ду-Сул). Вони живуть на вологих луках, зокрема на заплавних, на сезонних водно-болотних угіддях і у маршах. В Аргентині вони зустрічаються на луках Spartina densiflora, а також на луках спартини, двоколосника і гострого ситника Juncus acutus. Живляться комахами, насінням і водними рослинами.

## Збереження
МСОП класифікує цей вид як вразливий. За оцінками дослідників, популяція уругвайських погоничів становить від 3500 до 15000 птахів. Їм загрожує знищення природного середовища.